# اچ‌ام‌اس مجستیک (۱۸۵۳)
اچ‌ام‌اس مجستیک (۱۸۵۳) (به انگلیسی: HMS Majestic (1853)) یک کشتی بود که طول آن ۱۹۰ فوت (۵۸ متر) بود. این کشتی در سال ۱۸۵۳ ساخته شد.